# Phania speculifrons
Phania speculifrons är en tvåvingeart som först beskrevs av Villeneuve 1919.  Phania speculifrons ingår i släktet Phania och familjen parasitflugor. Inga underarter finns listade i Catalogue of Life.